# ماساهیرو کاواساکی
ماساهیرو کاواساکی (انگلیسی: Masahiro Kawasaki; ۱۵ سپتامبر ۱۹۴۹ – ۴ مهٔ ۲۰۰۶) موسیقی‌دان و آهنگساز اهل ژاپن بود.
از فیلم‌ها یا مجموعه‌های تلویزیونی که وی در آن‌ها نقش داشته‌است می‌توان به راپسودی برنج اشاره نمود.